# 丹尼斯·里奇
丹尼斯·麦卡利斯泰尔·里奇（英語：Dennis MacAlistair Ritchie，1941年9月9日—2011年10月12日），美國計算機科學家。駭客圈子通常稱他為「dmr」。他是C語言的創造者、Unix作業系統的關鍵開發者，對電腦領域產生了深遠影響，並與肯·湯普遜同為1983年圖靈獎得主。

## 生平

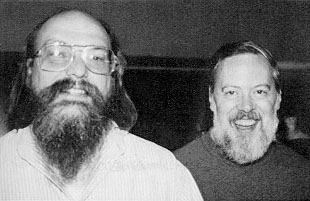
肯·汤普逊（左）和丹尼斯·里奇（右）

丹尼斯·里奇生於美國紐約州布隆克維。他的父親是《開關電路設計》（The Design of Switching Circuits）作者之一、貝爾實驗室的資深科學家阿利斯泰爾·里奇（Alistair E. Ritchie）。在丹尼斯還小的時候，他們家就搬到了新泽西州的萨米特。他於當地的高中學業，之後到哈佛大学學習物理學和應用數學。大學毕业後，里奇於1967年进入贝尔实验室工作。第二年他在計算機科學家帕特里克·C·费希尔的指導下發表了博士論文《程式結構與計算複雜性》（Program Structure and Computational Complexity），但是始終沒有正式獲得博士學位。
20世紀60年代，丹尼斯·里奇和肯·湯普遜參與了貝爾實驗室Multics系統的開發。然而之後不久貝爾實驗室又撤出了Multics計劃，於是湯普遜找到了一臺PDP-7機器，從頭開始開發應用程式和作業系統。在此期間，丹尼斯·里奇和湯普遜也帶領團隊進行系統的開發工作。1970年，布萊恩·柯林漢建议把系統命名為「Unix」，與「Multics」名字相對。在完成Unix系統開發的基本工作之後，湯普遜覺得Unix系統需要一個系統級的編程語言，便創造了B語言。後來丹尼斯·里奇則在B語言的基礎上創造了C語言。
70年代，里奇曾與詹姆斯·里德（James Reeds）和罗伯特·莫尔斯合作研究對M-209密碼機的唯密文攻击。在早期Unix系統的crypt命令中就有部分內容來自這臺機器。不過，經過與美国国家安全局的討論，他們決定不公開方法，因為公開攻擊原理會影響到其他正在政府服役的機器。
此外，里奇还參與了貝爾實驗室九號計畫、Inferno作業系統以及Limbo語言的開發，而這些項目均是基於他以前的成果進一步開發的。貝爾實驗室在20世紀90年代中期重組時，他轉到了朗訊科技。在朗訊，他曾領導系统软件研究部门，直到2007年退休為止。

## C語言與UNIX

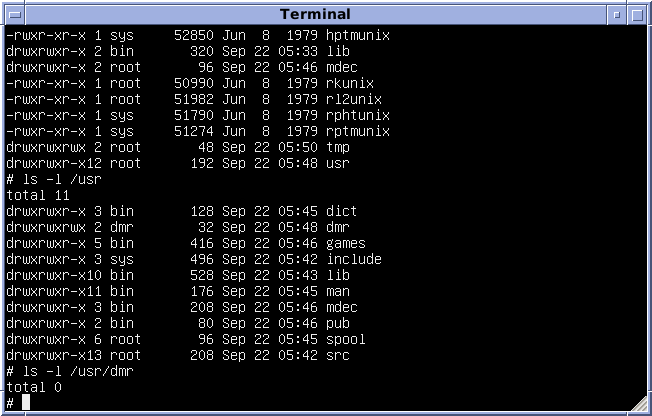
在PDP-11上面執行的Version 7 Unix，圖中的/usr/dmr即丹尼斯·里奇的家目錄

丹尼斯·里奇為人所知，主要是因為他創造了C語言，作為關鍵開發者參與了Unix作業系統的開發，並且與布萊恩·柯林漢共同撰寫了《C程式設計語言》——這本書所樹立的標準叫做「K&R C」，其中「K」指柯林漢，而「R」指的就是里奇。開發Unix時，里奇的一個重要貢獻是把Unix移植到不同的機器和平台之上。在Unix領域二人非常有影響力，以至於後來開發Research Unix時道格拉斯·麥克羅伊寫道「你可以安全地把丹尼斯·里奇和肯·湯普遜的名字放到幾乎所有未經其他人署名的地方。」
当有人问里奇是什么启发他如此设计C语言时，里奇回答说“看來是件值得做的事”（"looked like a good thing to do"）。他说任何人在同一地方、同一时间也会像他那样做的。但是許多人認為這只是里奇的謙言，例如里奇在貝爾實驗室的同事、C++的創造者和設計師比雅尼·斯特劳斯特鲁普曾说：「假如里奇决定在那十年裡将他的精力花费在稀奇古怪的数学上，那么Unix将胎死腹中」。
今天C語言廣泛用於各種應用程式、作業系統與嵌入式系统的開發之中，並影響了大多數現代編程語言。Unix作業系統則建立了一系列作業系統的觀念和準則。
丹尼斯·里奇於1999年接受了一次採訪，表示自己看到Linux和BSD作業系統正在延續Unix發展，並說：
我覺得Linux發展的現象令人高興，因為它很大程度建立在Unix的基礎之上。在Unix的直接衍生品中，Linux應該是最健全的了，雖然工作站和大型计算机廠商也在提供不同種類的BSD系統。
在這次採訪中，他還指出他的觀點實際上源於很多年以前自己、肯·湯普遜以及其他人的看法。

## 榮譽和獲獎情況
1983年，因為發展了通用作業系統理論並實現了UNIX作業系統，丹尼斯·里奇和肯·湯普遜二人一起獲得了图灵奖。里奇的圖靈獎論文題目為《對軟體研究的反思》（Reflections on Software Research）。1990年，二人因「創造UNIX作業系統和C程式設計語言」而獲得了IEEE頒發的IEEE漢明獎，1997年獲计算机历史博物馆研究員獎，在1999年4月21日又共同獲得了由美國總統比尔·克林顿頒發的美國國家技術與創新獎章。
2005年，美国工业研究院授予丹尼斯·里奇IRI成就獎，以表彰他對計算機科學技術做出的貢獻，以及UNIX作業系統對社會的廣泛影響。
2011年，丹尼斯·里奇和肯·湯普遜二人共同獲得了日本国际奖。

## 逝世

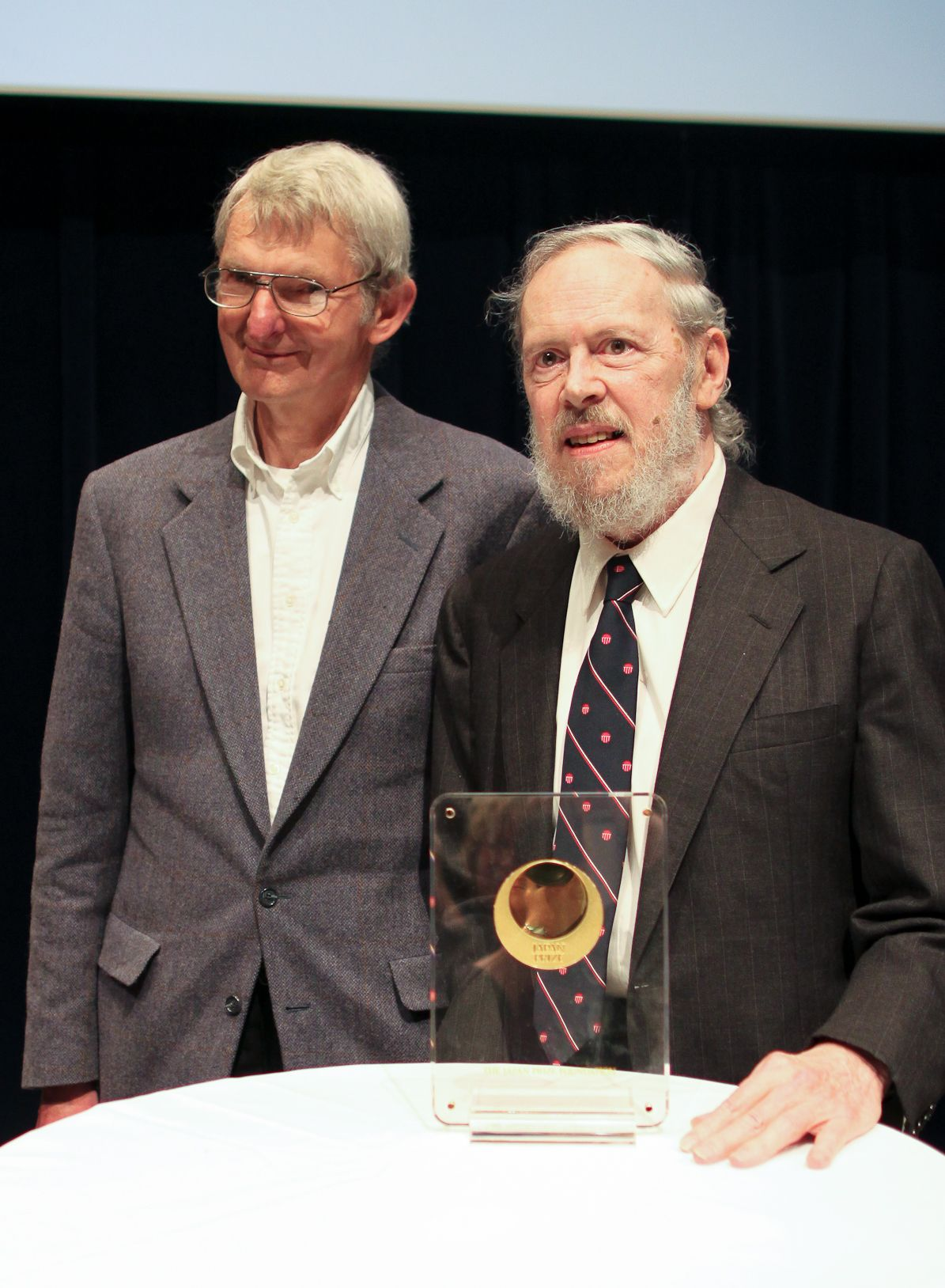
道格拉斯·麥克羅伊（左）和丹尼斯·里奇，2011年5月

2011年10月12日，里奇於新澤西州伯克利·海茨镇的家中去世，享年70歲。去世的消息由他之前的同事羅勃·派克提供，但未指明具體的去世時間和原因。此前丹尼斯·里奇的健康狀況一直不佳，並且患有前列腺癌和心臟病。
丹尼斯·里奇對電腦領域產生了深刻影響。在里奇去世之後，電腦歷史學家保罗·茨露吉評價說：
里奇的名字並不容易讓人察覺，也不為人熟知，但是……假如有一個能夠把電腦放大的顯微鏡，你會看到裡面到處都是他的貢獻。
他的同事布萊恩·柯林漢也接受了採訪，說里奇從未想過C語言能夠變得如此重要。他告訴《紐約時報》，「丹尼斯創造的工具——以及它們的衍生品——現在正廣泛用於一切事物」。他還提醒讀者，C語言和UNIX在之後各種著名專案的開發中發揮了非常重要的作用，例如iPhone。
有人將丹尼斯·里奇與史蒂夫·乔布斯進行對比，試圖探究二人之中誰更重要，然後得出一條結論，「在過去四十年的技術革命裡，里奇起到了關鍵作用——包括蘋果公司想要用來創造財富的技術」。有人說「從另一方面講，丹尼斯·里奇發明了兩項關鍵的軟體技術，這種技術是直接或間接組成現在每一件電腦產品的DNA。它聽起來很瘋狂，可事實的確如此。」還有人評價道，「許多在計算機科學和相關領域的人都清楚，里奇的重要性體現在一切需要通過電腦實現的工作之中」。
為紀念丹尼斯·里奇，Fedora的開發團隊將Fedora 16（發布於里奇去世一個月後）獻給他，而FreeBSD的開發團隊也將FreeBSD 9.0（發布於2012年1月12日）獻給他。

## 著作
- 《C程序设计语言》：與布萊恩·柯林漢合著。該書所採用的標準稱為「K&R C」。
- 《Unix Programmer's Manual》

## 外部連結
- 丹尼斯·里奇於貝爾實驗室的首頁（页面存档备份，存于）